# Centro comercial Parque Almenara
Parque Almenara es un centro comercial ubicado en la pedanía de Campillo, en Lorca (Murcia), España. A diferencia de otros centros comerciales, este es uno de los pocos centros comerciales abiertos, en el que las tiendas se sitúan en un entramado de calles.

## Características

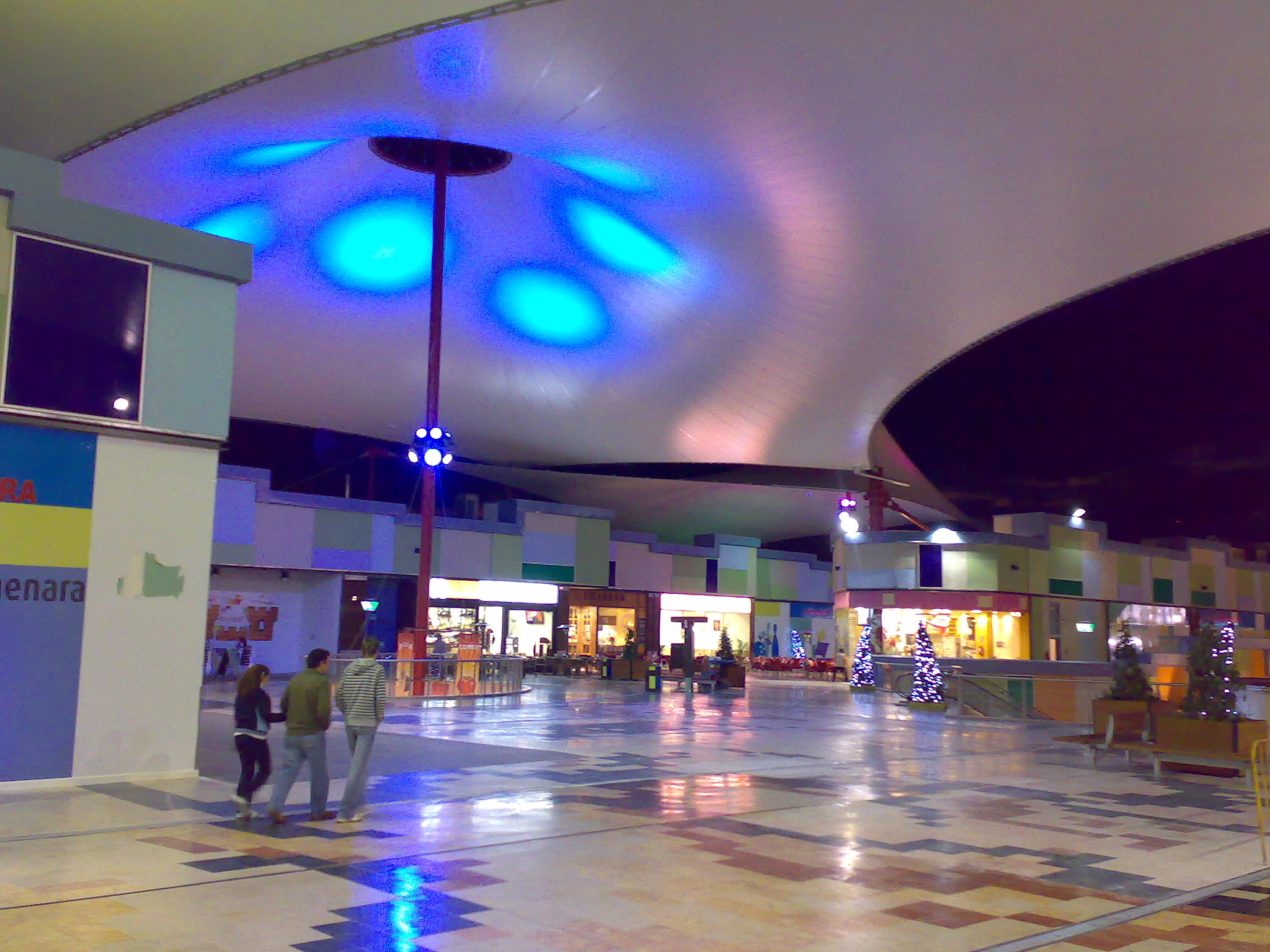
Carpa principal por la noche

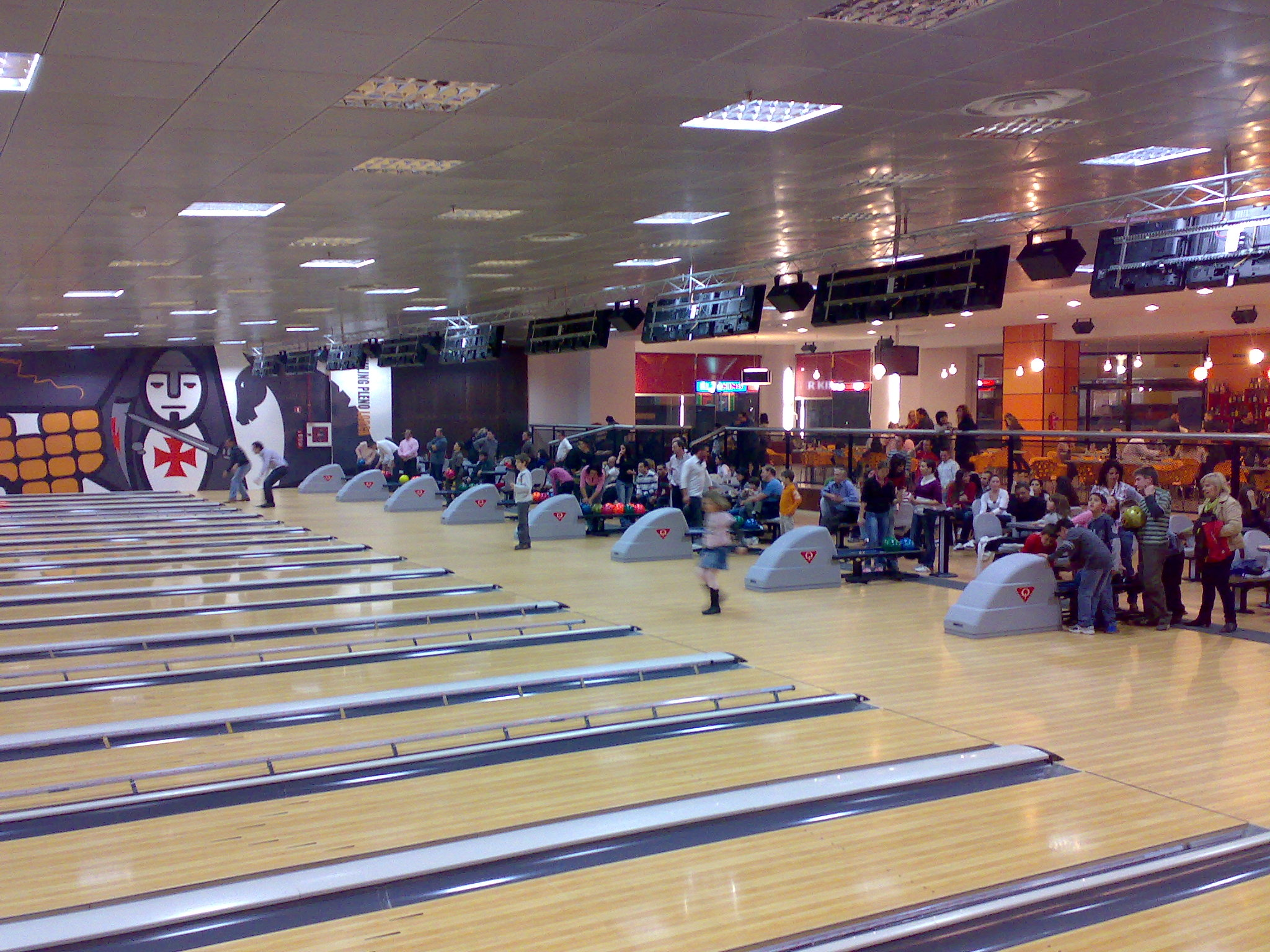
Bolera

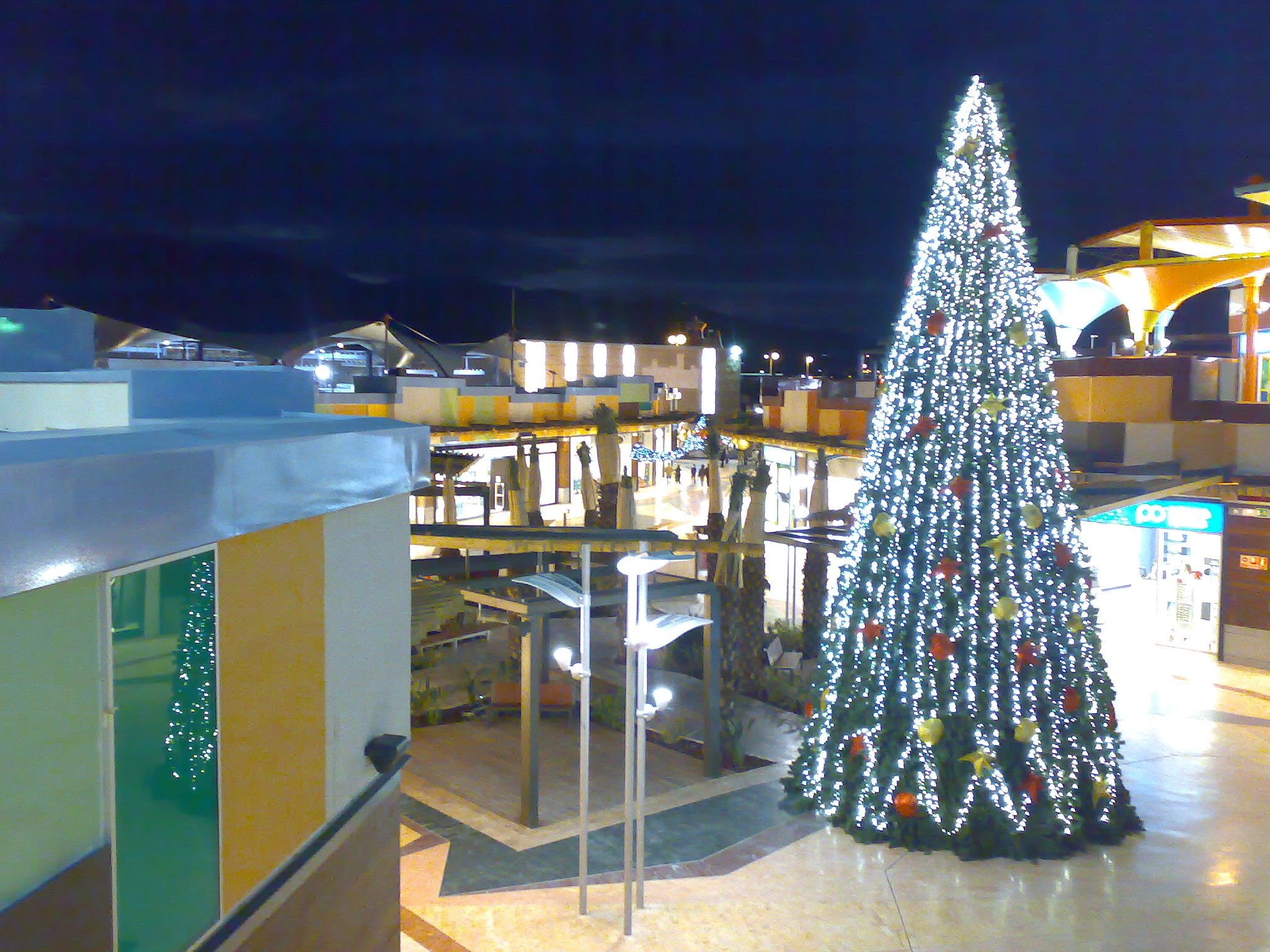
Decoración navideña

Tiene 148.180 m² de superficie construida, cuenta con 160 locales (67 280 m² de SBA), dos pisos de altura, 3000 plazas de aparcamiento de las cuales 1100 están en superficie y el resto en dos plantas subterráneas, 10 salas de cine con 1533 butacas, bolera de competición de 20 pistas y un gran hipermercado Carrefour de 8350 m², el segundo más grande de la Región de Murcia en superficie.
Una de sus características más singulares son sus tres carpas de lona de 20 metros de altura, las más grandes confeccionadas en España.

## Apertura
La inauguración oficial tuvo lugar el 17 de noviembre de 2008, con la presencia del alcalde de Lorca, Francisco Jódar Alonso, el presidente de la promotora Parque Lorca, José Espinosa, y el director general del Grupo Eroski, José Miguel Fernández entre otros. Los actos de inauguración fueron conducidos por los presentadores Jaime Cantizano e Ivonne Reyes.
Este día solo se podía acceder al centro con una invitación.
Un día después, el 18 de noviembre de 2008, fue la apertura para el público en general.

## Accesos

### Por carretera
Dispone de accesos en la RM-11, a la altura del kilómetro 0,1.

### Autobús
Presta servicio la siguiente línea urbana:
| Línea | Recorrido           |
| ----- | ------------------- |
| 2     | Apolonia - Almenara |

## Tiendas
Algunas tiendas del Parque Almenara son:
Alimentación
- Belros
- Calidad Del Sur
- Blanco Y Azul

Alimentación y cuidado de mascotas
- Kiwoko

Calzado
- Rumbo Y Cancha
- Eighteen
- Calzados Mil Pies
- Loogo
- Golfitos

Complementos
- Corte Asia
- Misaco
- Mara
- Sasa
- Elori-Lógica Femenina
- Jolfer
- Eurojoya

Decoración y plantas
- Muy Mucho
- Casa
- Tramas

Deportes
- Inside
- Décimas
- Sprinter
- Deportes Blanes

Hipermercado
- Carrefour

Moda
- H&M
- C&A
- Zara
- Massimo Dutti
- Pull & Bear
- Brantford
- Sprinfield
- Bershka
- Lefties
- Mayoral
- United Colors Of Benetton
- Sergent Major
- Etam
- Cortefiel
- Amichi
- Oysho
- Woment Secret
- Stradivarius
- Punto Roma
- Mango

Ocio
- Game
- Administración De Loterías El Maravillas
- Cines Acec Cinemax Almenara

Perfumeria y cosmética
- Kiko Make Up Milano
- Marvimundo
- Druni

Servicios
- Primera Óticos
- Phone House
- Viajes Carrefour
- Yoigo
- Alain Afflelou
- Vodafone

Tecnología
- Media Markt
- Inspiral

Restaurantes
- La Mafia
- Tapeoteka
- 100 Montaditos
- Foster Hollywood
- El Arte Del Helado
- Pomodoro
- Taberna Real
- Los Cristales

Diversión
- Urban Planet
- Bowling Lorca Bolera